# セントマーティン郡 (ルイジアナ州)
セントマーティン郡（英: St. Martin Parish）は、アメリカ合衆国ルイジアナ州の南部に位置する郡である。2010年国勢調査での人口は52,160人であり、2000年の48,583人から7.4％増加した。郡庁所在地はセントマーティンビル市（人口6,114人）であり、同郡で人口最大の町はブローブリッジ市（人口8,139人）である。
セントマーティン郡はラファイエット大都市圏に属し、ラファイエット・オペルーサス・モーガンシティ広域都市圏を構成している。

## 歴史
セントマーティン郡は、1868年にルイジアナ州議会がアイビーリア郡を創設するときに、測量上の誤りから2つの部分に分割されてしまった。アメリカ合衆国の郡としてフランス語を話す住人の比率が最も高い郡である。

## 地理
アメリカ合衆国国勢調査局に拠れば、郡域全面積は816平方マイル (2,115 km2)であり、このうち陸地740平方マイル (1,916 km2)、水域は77平方マイル (198 km2)で水域率は9.38％である。

### 主要高規格道路
- 州間高速道路10号線
- ルイジアナ州道31号線
- ルイジアナ州道70号線

### 隣接する郡
アイビーリア郡がセントマーティン郡を南北に分割しているので、特異な隣接関係にある
- セントランドリー郡 - 北
- ポイントクーピー郡 - 北東
- アイバービル郡 - 東
- アサンプション郡 - 南東
- セントメアリー郡 - 南西
- ラファイエット郡 - 西
- アイビーリア郡（郡南部にとっての北であり、郡北部にとっての南）

### 国立保護地域
- アチャファライア国立野生生物保護区（部分）

## 人口動態
以下は2000年国勢調査による人口統計データである。
| 基礎データ - 人口: 48,583人 - 世帯数: 17,164 世帯 - 家族数: 12,975 家族 - 人口密度: 25人/km2（66人/mi2） - 住居数: 20,245軒 - 住居密度: 11軒/km2（27軒/mi2） 人種別人口構成 - 白人: 65.95% - アフリカン・アメリカン: 31.98% - ネイティブ・アメリカン: 0.29% - アジア人: 0.92% - その他の人種: 0.20% - 混血: 0.65% - ヒスパニック・ラテン系: 0.83% 言語別人口構成 - 英語: 69.5% - フランス語またはケイジャン・フランス語: 27.44% - ルイジアナ・クレオール・フランス語: 1.52% 年齢別人口構成 - 18歳未満: 29.5% - 18-24歳: 9.6% - 25-44歳: 29.6% - 45-64歳: 21.2% - 65歳以上: 10.1% - 年齢の中央値: 33歳 - 性比（女性100人あたり男性の人口） - 総人口: 96.3 - 18歳以上: 93.0 | 世帯と家族（対世帯数） - 18歳未満の子供がいる: 39.7% - 結婚・同居している夫婦: 54.6% - 未婚・離婚・死別女性が世帯主: 15.9% - 非家族世帯: 24.4% - 単身世帯: 20.7% - 65歳以上の老人1人暮らし: 7.9% - 平均構成人数 - 世帯: 2.78人 - 家族: 3.22人 収入と家計 - 収入の中央値 - 世帯: 30,701米ドル - 家族: 36,316米ドル - 性別 - 男性: 30,701米ドル - 女性: 18,365米ドル - 人口1人あたり収入: 13,619米ドル - 貧困線以下 - 対人口: 21.5% - 対家族数: 18.4% - 18歳未満: 27.7% - 65歳以上: 22.1% |

## 都市と町

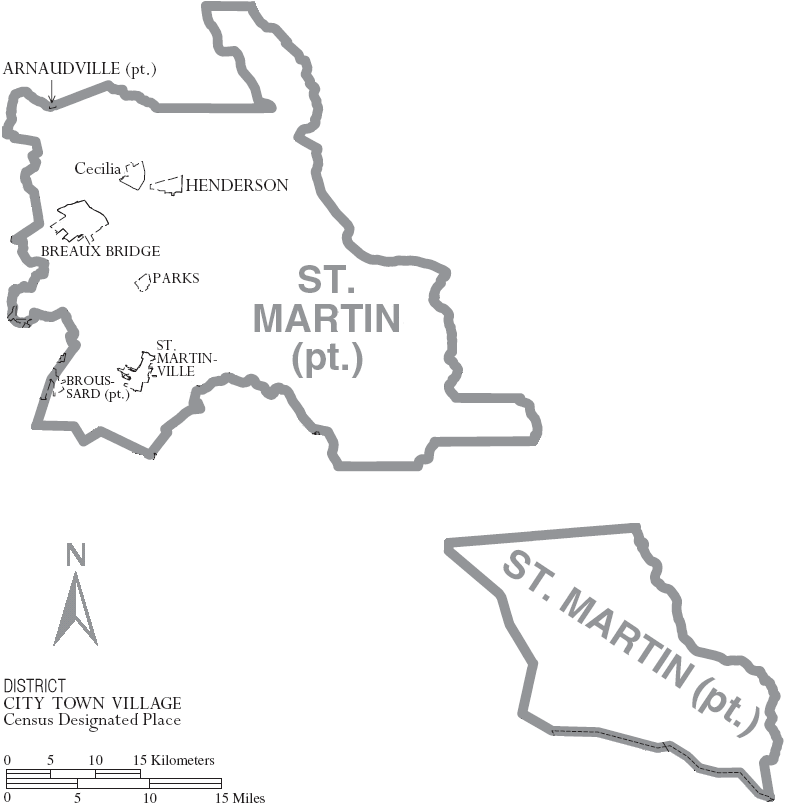
セントマーティン郡図

- セントマーティンビル - 郡庁所在地
- ブローブリッジ
- セシリア
- ヘンダーソン
- パークス

## 教育
セントマーティン郡教育委員会が地元の公立学校を運営している。

## 著名な出身者
- アリ・ランディー、1996年ミスUSA、女優
- カルヴィン・ボレル、競馬騎手、ケンタッキーダービーを3度制覇した